# Schismatoglottis luzonensis
Schismatoglottis luzonensis är en kallaväxtart som beskrevs av Adolf Engler. Schismatoglottis luzonensis ingår i släktet Schismatoglottis och familjen kallaväxter.
Artens utbredningsområde är Filippinerna. Inga underarter finns listade.